# وراثة متنحية مرتبطة بـX

الوراثة المتنحية المرتبطة بـX.

الوراثة المتنحية المرتبطة بـX هي نمط من أنماط الوراثة الجينية التي يكون فيها الجين المتنحي موجوداً على الكروموسوم الجنسي إكس، بحيث أن طفرة في أحد الجينات الموجودة على كروموسوم X تؤدي إلى التعبير الجيني عن صفة أو سمة معينة بشكل ظاهري في الذكور (والذين يكونون بالضرورة فردانيين الزيجوت للطفرة الموجودة على ذلك الجين لأن لديهم كروموسوم X وY) وفي الإناث (اللاتي يكن متماثيلات الزيجوت للطفرة الموجودة على ذلك الجين لأن لديهم كروموسومان X). كنمط في الوراثة، تعتبر أكثر شيوعًا من الوراثة السائدة المرتبطة بـ X.
للاستزادة حول هذا الموضوع طالع صفحة اقترانية زيجوتية.
الوراثة المرتبطة بX تعني أن الجين الذي يسبب السمة أو الاضطراب يقع على كروموسوم إكس. لدى الإناث كروموسومان إكس، في حين أن لدى الذكور كروموسوم إكس وكروموسوم واي. عادةً لا تعبر الإناث الحاملات للمرض عنه بشكل ظاهري، بسبب أن لديهم نسخة واحدة فقط من الطفرة، على الرغم من أن الاختلافات في تعطيل كروموسوم X يمكن أن تؤدي إلى درجات متفاوتة من التعبير السريري في الإناث الحاملات للمرض لأن بعض الخلايا ستعبر عن أليل X واحد وبعضها سيعبر عن الآخر. التقدير الحالي للجينات المرتبطة بسلسلة X هو 499 والمجموع بما في ذلك السمات الغامضة المحددة هي 983
اقترح بعض العلماء وقف استخدام المصطلحين «السائدة» و«المتنحية» عند الإشارة إلى الوراثة المرتبطة بـ X بسبب الآليات المتعددة التي يمكن أن تؤدي إلى التعبير عن الصفات المرتبطة بـ X في الإناث، والتي تشمل التعبير الذاتي للخلية، وتعطيل كروموسوم X المنحرف، والتوسع النسيلي، والفسيفساء الجسدية.

## الاختلافات الجنسية بينالنمط الظاهريوالجيني
في البشر، تكون الحالة الأكثر شيوعاً عندما يتأثر الرجال بشكل ظاهري بالاضطراب وتكون النساء حاملات له بشكل جيني. يحدث هذا لسببين. السبب الأول هو حقيقة إحصائية بسيطة، والتي تنص على أن نسبة حدوث الحالات المتنحية المرتبطة بX بشكل ظاهري في الإناث هو الجذر التربيعي لذلك في الذكور: على سبيل المثال، إذا كان هناك واحد من بين كل 20 من الذكور في مجموعة ما مصاب بعمى اللون الأحمر والأخضر، فمن المتوقع أن تكون واحدة من كل 400 أنثى من السكان مصابة به (1/20)*(1/20). وبالتالي، هذا يعني أن الطفرات المرتبطة بX تميل إلى تكون نادرة جداً عند النساء مقارنة بالذكور.
أما السبب الثاني فهو حقيقة أن النساء اللواتي يعبّرن عن الطفرة بشكل ظاهري يجب أن يحملن الصفة نفسها على كروموسومان X وأنهم بالضرورة قد حصلوا على أحد تلك الكروموسومات من والدهم (والأخر من الأم)، مما يعني أن الأب كان متأثراً هو أيضاً بتلك الصفة بشكل ظاهري لأن لديه كروموسوم X واحد أصلاً، ولكن حدوث جميع هذه الشروط في آن واحد يعتبر نادراً بعض الشيء.
خلاصة هذا الكلام هو التالي: تكون الإناث معرضة للتأثر بالمرض بشكل ظاهري فقط إذا كان الأب مصاباً أيضاً بالمرض والأم إما مصابه به ظاهرياً (100%) أو أنها حاملة للمرض جينياً (50%). هذا يحدث عندما تكون الصفة الموروثة متنحية (سواء مرض أو اضطراب أو الخ...) ومرتبطة بالكروموسوم X.
إذا كانت الصفة تقلل من احتمالية إنجاب طفل أو قد تتسبب في اختيار الأب فقط لإنجاب أطفال مع نساء ليسن حاملات للمرض (حتى لا ينجبن بنات حاملات بدلاً من متكلمات ومن ثم فقط في حالة عدم استخدام فحص جيني) ثم تصبح النساء أقل عرضة للتعبير عن هذه السمة (سواءً كانت مرض أو اضطراب أو الخ..).

## أمثلة
الأكثر شيوعاً:
أكثر الاضطرابات المتنحية المرتبطة بـ X شيوعًا هي:
1. عمى الألوان الأخضر والأحمر
2. هيموفيليا أ
3. هيموفيليا ب
4. الحثل العضلي الدوشيني
5. سوء التغذية العضلي لبيكر
6. سماك مرتبط بX[4]
7. الفوال

الأقل شيوعاً:
1. سوء تغذية الكظرية وبيضاء الدماغ
2. متلازمة ألبورت
3. متلازمة نقص الأندروجين
4. العضال مركزي النواة
5. مرض شاركو-ماري-توث
6. متلازمة هنتر
7. خلل التنسج الأديمي الظاهر ناقص التعرق
8. متلازمة كابوكي
9. متلازمة لش-نيهان
10. مرض مينكيس
11. مرض فابري
12. مرض نوري
13. متلازمة القرن القذالي
14. مهق عيني
15. متلازمة سمبسون غولابي بيهمل
16. ضمور العضلات الشوكي
17. متلازمة فيسكوت آلدريك
18. فقر الدم الحديدي الأرومات

## روابط خارجية
- الأمراض المرتبطة X من Wellcome Trust

[الاضطرابات المرتبطة بالإناث X]
- https://www.nlm.nih.gov/medlineplus/ency/article/002051.htm